# I.N.K.
I.N.K. (Invisible Network of Kids) is een tekenfilmserie op Nickelodeon. De serie speelt zich af op het Pinkerton, een internaat.

## Verhaal
Het verhaal gaat over een groepje kinderen die samen het Invisible Network of Kids vormen. Ze proberen het veilig te maken op school, alhoewel ze worden tegengewerkt door juf Macbeth. Ze gaan vaak op geheime missies om wraak op haar te nemen.

## Personages
- Vin: deze jongen gaat vaak op missie. Hij let vaak op zijn uiterlijk.
- Zero: dit meisje is gothic en soms een beetje prikkelbaar,Ze werkt samen met Vin.
- Trixie: dit meisje regelt de hele missie. Ze is vaak te vinden in het hoofdkwartier.
- Newton: deze jongen is heel slim en regelt de gadgets.
- Juffrouw Macbeth: zij is de gemene lerares van het Pinkerton.
- Meneer Soper: hij is de hoofdmeester van het Pinkerton.

## Afleveringen
- Liefdesstinkbommen (Lovestruck Stinkbomb)
- Muizen en Kinderen (Mice and Kids)
- Agent in Ruste (The Sleeper Agent)
- De aanval Van de robot Konijnen (The Robot Rabbit Group)
- Pinkertomb (Pinkertomb)